# Guy Abeille
Guy Abeille es un economista francés. Es conocido como el autor de la «regla del 3%» de déficit público en relación con el PIB. 

## Trayectoria
Guy Abeja es diplomado de la Escuela Nacional de Estadística y de Administración Económica (ENSAE).
Trabajó como alto funcionario del Ministerio de Hacienda durante la presidencia de Valéry Giscard d'Estaing y, a continuación, en el comienzo de la era de François Mitterrand.
Se le cita como uno de los «inventores» de la «regla del 3%», según la cual el Estado debe limitar su déficit público anual hasta el 3% de la riqueza producida.

## Criterio de Maastricht
A finales de los años 70 y principios de los 80, Guy Abeille trabajó para la Dirección del Presupuesto del Ministerio de Finanzas. En junio de 1981, se les encargó a él y a su jefe, el también economista Roland de Villepin, el establecimiento de un criterio económico que el presidente Mitterrand pudiera utilizar en sus discursos. A falta de otra cosa, Abeille y De Villepin propusieron este criterio relativamente simple basado en una relación entre déficit y PIB que, en palabras de Abeille, «no mide nada» y en un tope del 3% que «no tiene otro fundamento que el circunstancial» (el déficit presupuestario de entonces ya estaba próximo al 3% del PIB). En una entrevista a France Info el 24 de febrero de 2016, reiteró esta postura cuando se le preguntó si «el nivel del 3% de déficit público aún tiene validez económica».

François Mitterrand quería una norma, se le dio una. No pensábamos que llegaría más allá de 1981.

Mitterrand y Fabius se hicieron cargo de este criterio, que se convirtió en un dogma económico durante los años 80 y en 1991 entró a formar parte del tratado de Maastricht, siendo uno de los cinco criterios de convergencia requeridos para poder adoptar la moneda común europea, y que los Estados miembros de la zona euro están obligados a seguir.